# Villiers (metropolitana di Parigi)
Villiers è una stazione della metropolitana di Parigi che serve le linee 2 e 3.
Il nome è quello di un villaggio che è stato inglobato da Parigi nel 1860.
Questa stazione è stata il capolinea per la prima sezione della linea 3 (l'altro capolinea era Père Lachaise). In origine, le piattaforme per la linea 3 erano parallele e alla stessa profondità di quelle per la linea 2. Tuttavia, per costruire il prolungamento a Porte de Champerret, le piattaforme della linea 3 e i binari dovettero essere abbassate al fine che i treni potessero essere in grado di passare sotto i binari della linea 2, questo spiega la strana sagoma della stazione in cui il vecchio tunnel e livello binari è chiaramente visibile nella foto qui sotto.

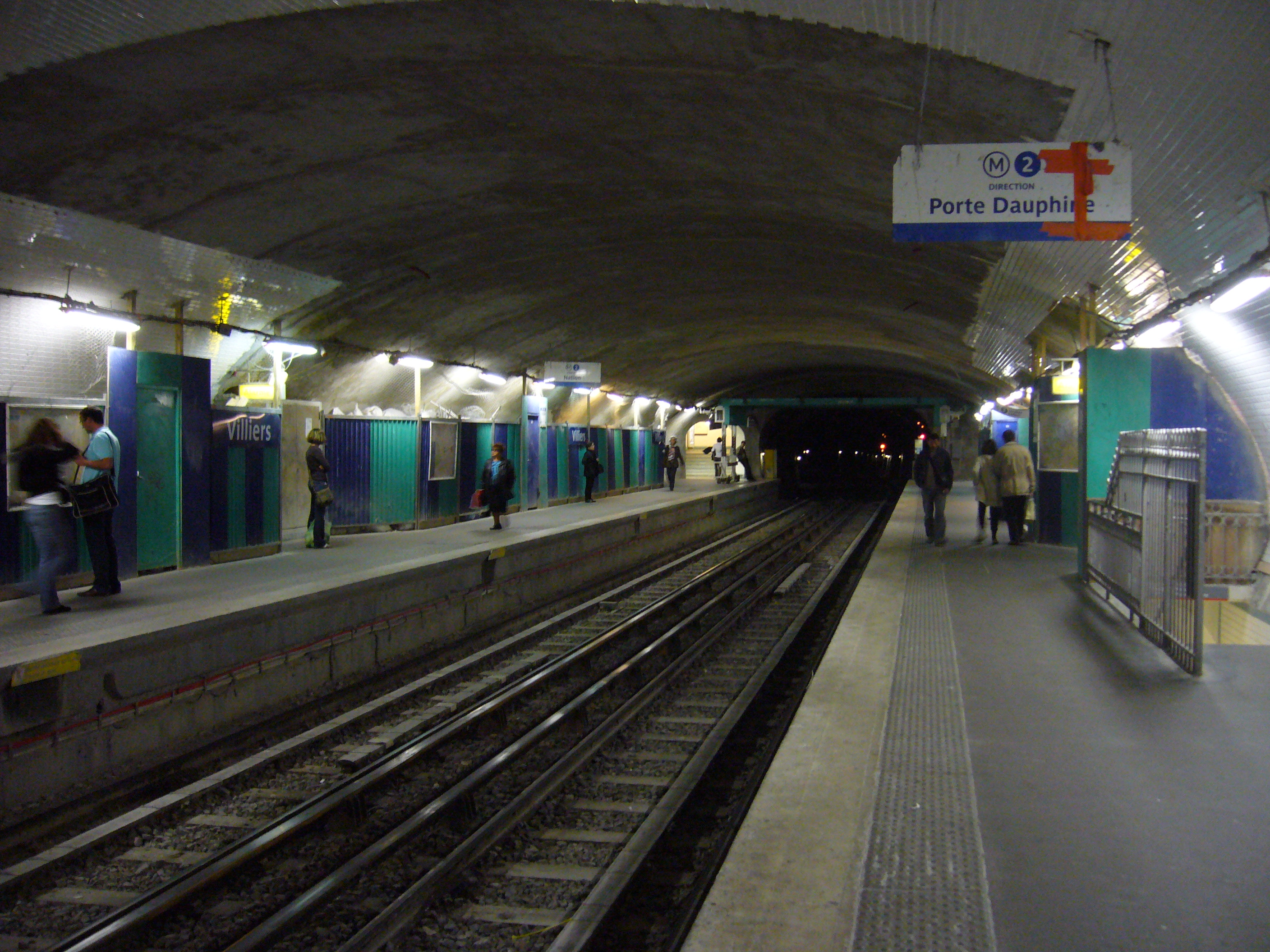
Banchina della linea 2
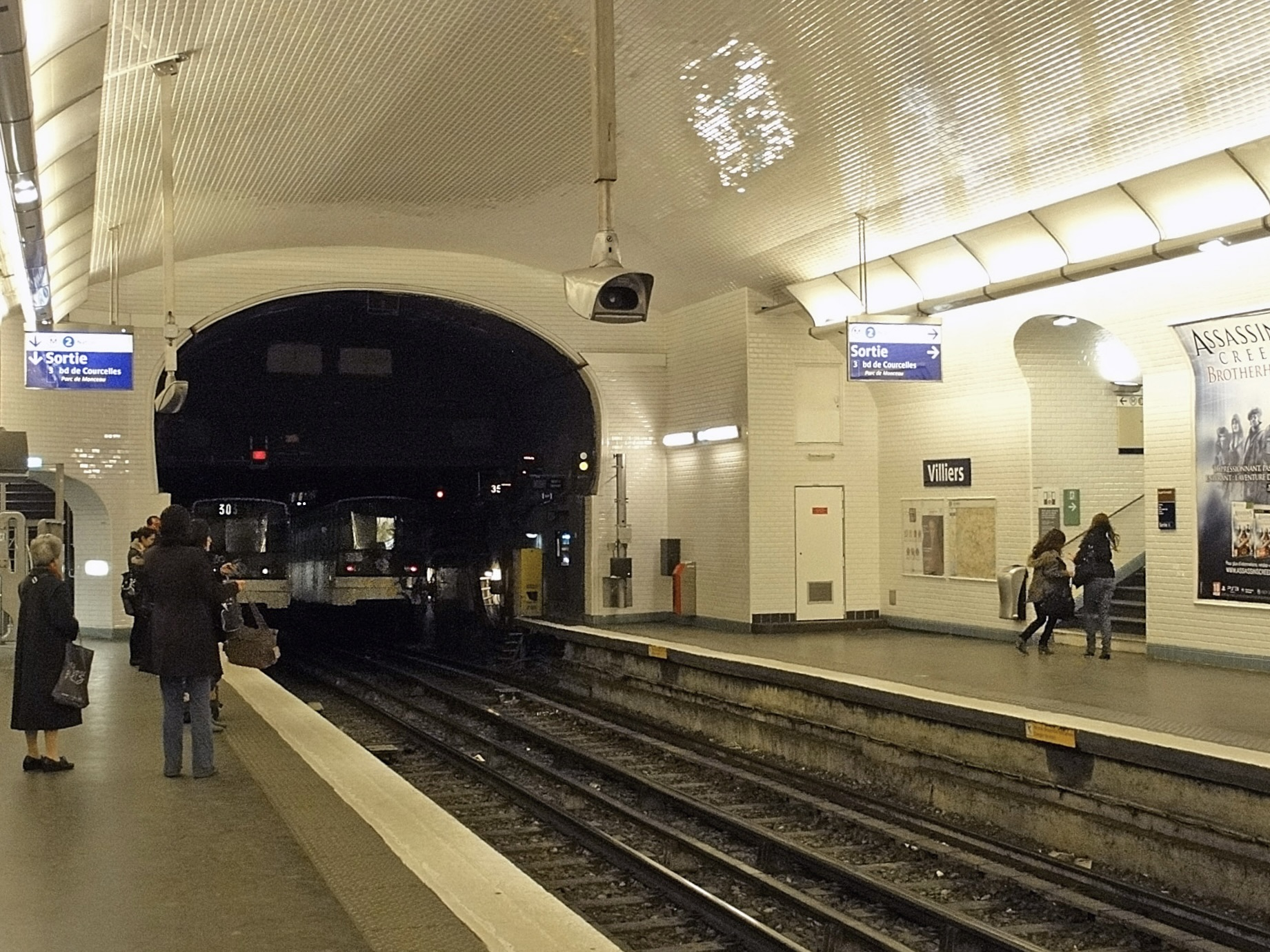
Banchina della linea 3

## Luoghi d'interesse nelle vicinanze
- Museo Cernuschi
- Museo Nissim de Camondo